# 长梗水锦树
长梗水锦树（学名：Wendlandia longipedicellata）为茜草科水锦树属下的一个种。

## 扩展阅读
- 維基物種上的相關：长梗水锦树